# Connétable (conserverie)
Le Connétable est une marque commerciale de conserverie française fondée en 1853.
Elle appartient à la Conserverie Chancerelle.

## Historique de l'entreprise

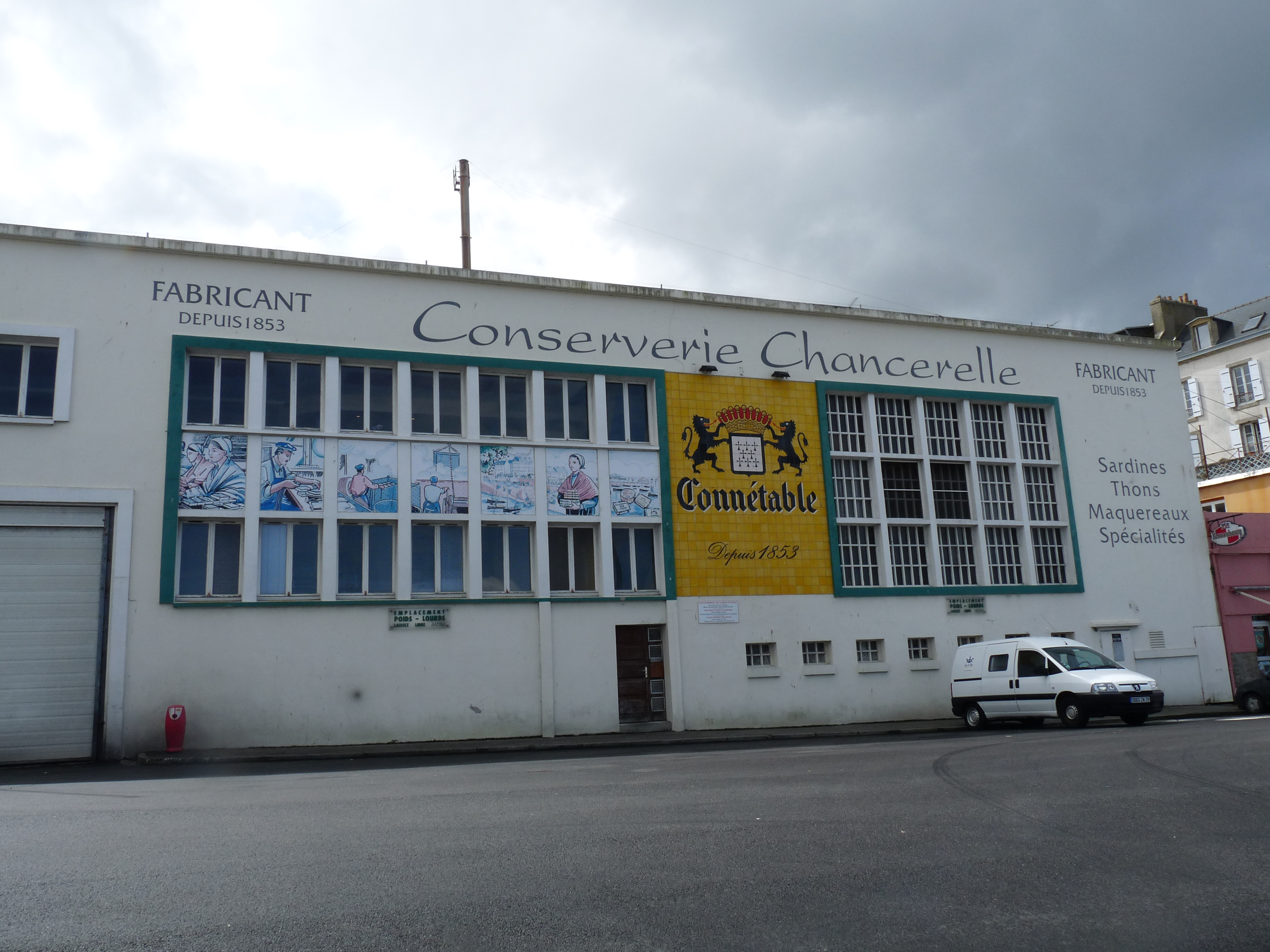
Le site historique de l'ancienne usine de la conserverie Chancerelle à Douarnenez en 2010.

En 1853, le jovéen Robert Chancerelle, déjà fondateur de la « presse à sardine » Chancerelle à Nantes en 1828 (avec son frère Toussaint-Laurent Chancerelle), fonde la maison Chancerelle sur le port de Douarnenez. C'est la plus ancienne conserverie de sardines à l'huile en activité au monde.[source insuffisante] L'entreprise installe son premier site sur le port de Rosmeur la même année.
Wenceslas Chancerelle succède à son père en 1866 et développe son activité à l'étranger, puis, le fils de ce dernier, Robert Chancerelle, prend à son tour la direction de l'entreprise en 1895, qui ouvre aussi cette année-là une « friture à poissons » à Brigneau en Moëlan. Durant la Première Guerre mondiale, la société fournit l'armée française en conserves.
Joséphine Pencalet, la première bretonne élue à un conseil municipal en 1925, travaillait chez Chancerelle.
En 1997, elle installe un site à la sortie de Douarnenez. 
En 2013, Chancerelle rachète au groupe italien Nuova Castelli la société Cobreco (Compagnie Bretonne de la Coquille Saint Jacques), installée dans la zone industrielle de Lannugat, et elle-même issue de la fusion en 1986 des conserveries Jacq, fondée en 1897, et Gourlaouen, créée en 1937. Chancerelle prévoit alors de quitter sous deux ans son site historique, sur le port du Rosmeur, pour s'établir dans la zone industrielle de Lannugat (Douarnenez). En 2015, elle déménage son activité de sardines du port de Rosmeur à la fabrique de la zone industrielle de Lannugat.
En 2016, la société Chancerelle International et la société d'exploitation Wenceslas Chancerelle sont absorbées par la société Conserverie Chancerelle.
Chancerelle est labellisée Entreprise du patrimoine vivant depuis 2019. Elle produit à Douarnenez pour ses deux marques, Connétable et Phare d'Eckmühl. 
Son site de Douarnenez produit les produits premium tandis que d'autres proviennent du Maroc.

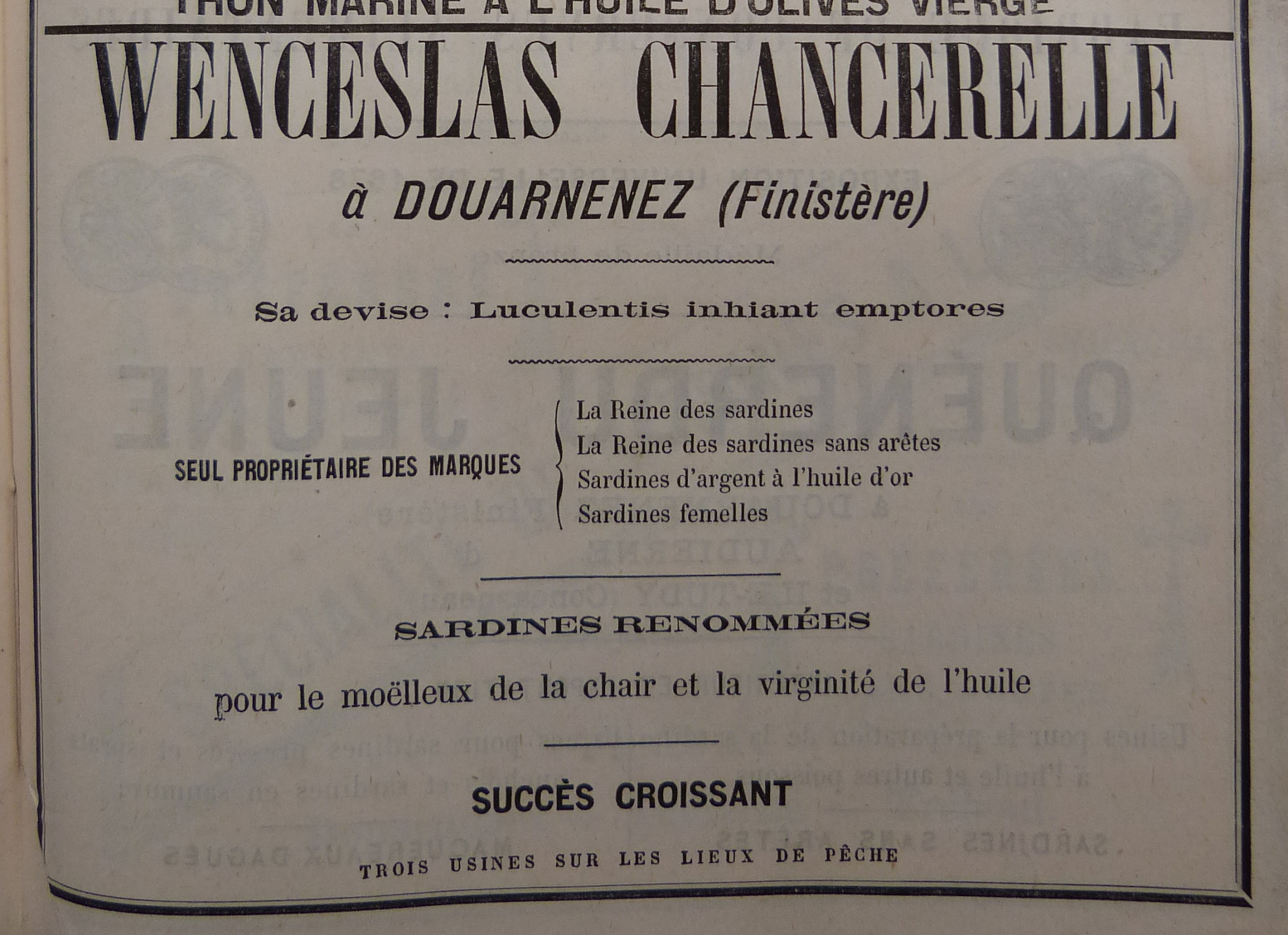
Wenceslas Chancerelle
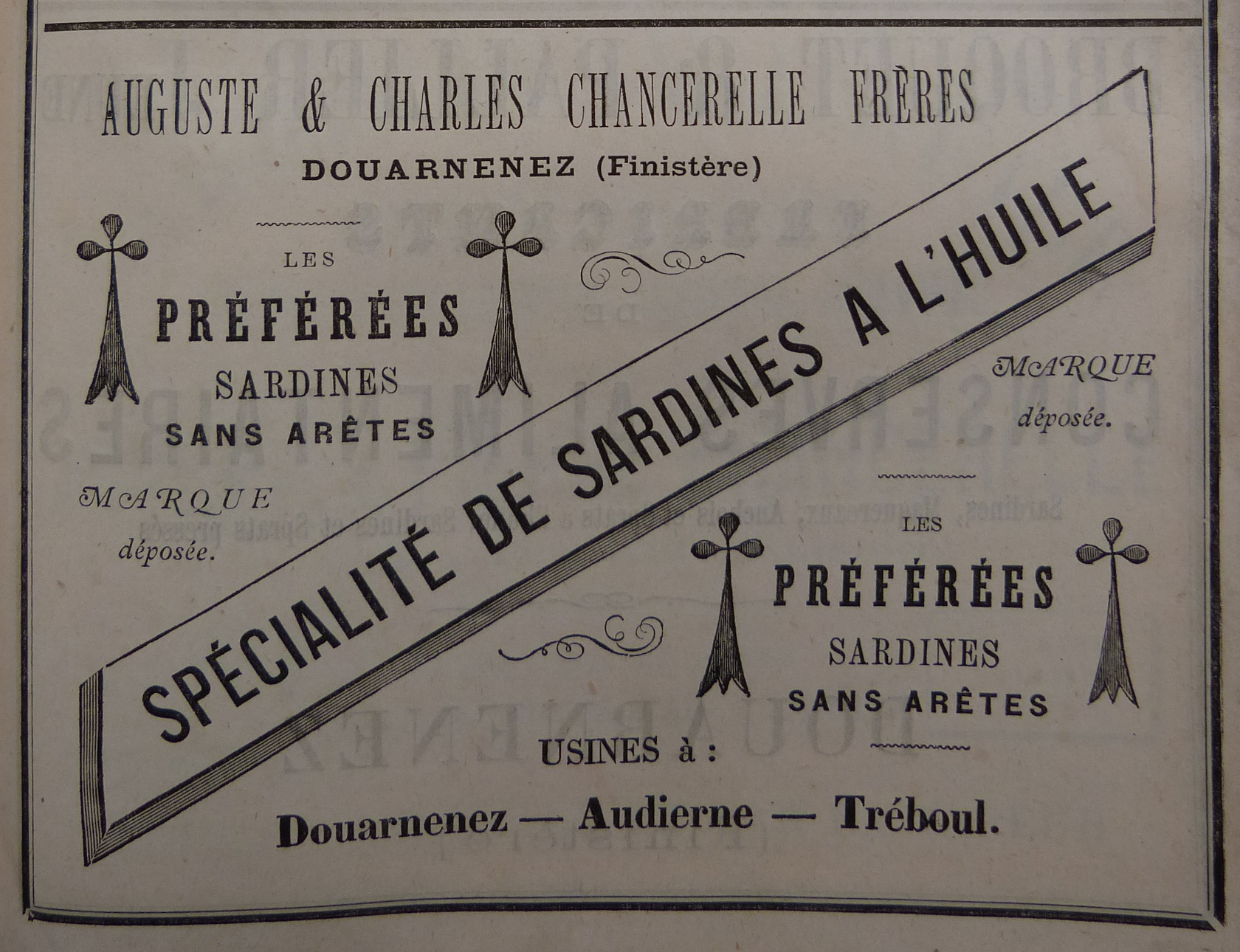
Auguste et Charles Chancerelle
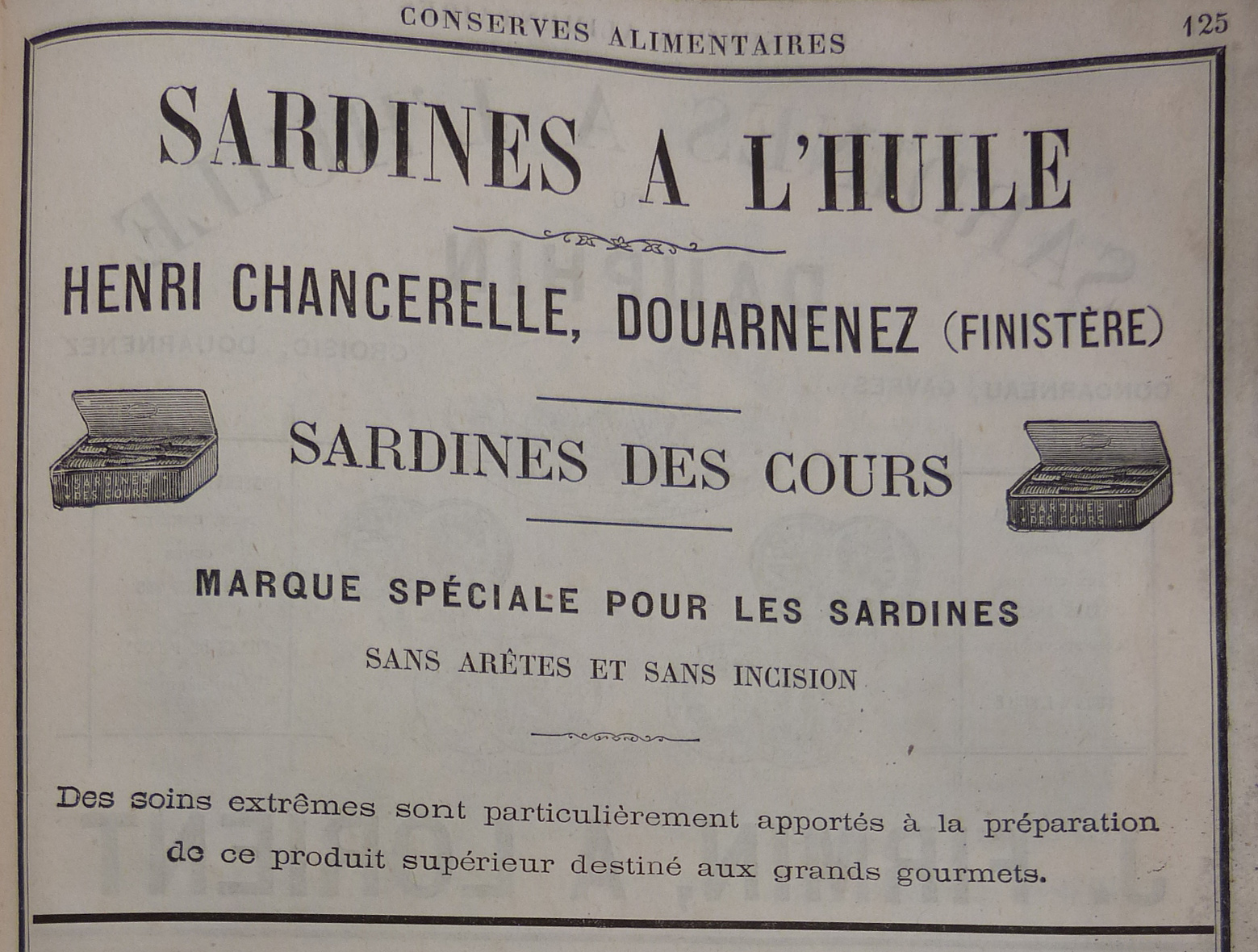
Henri Chancerelle
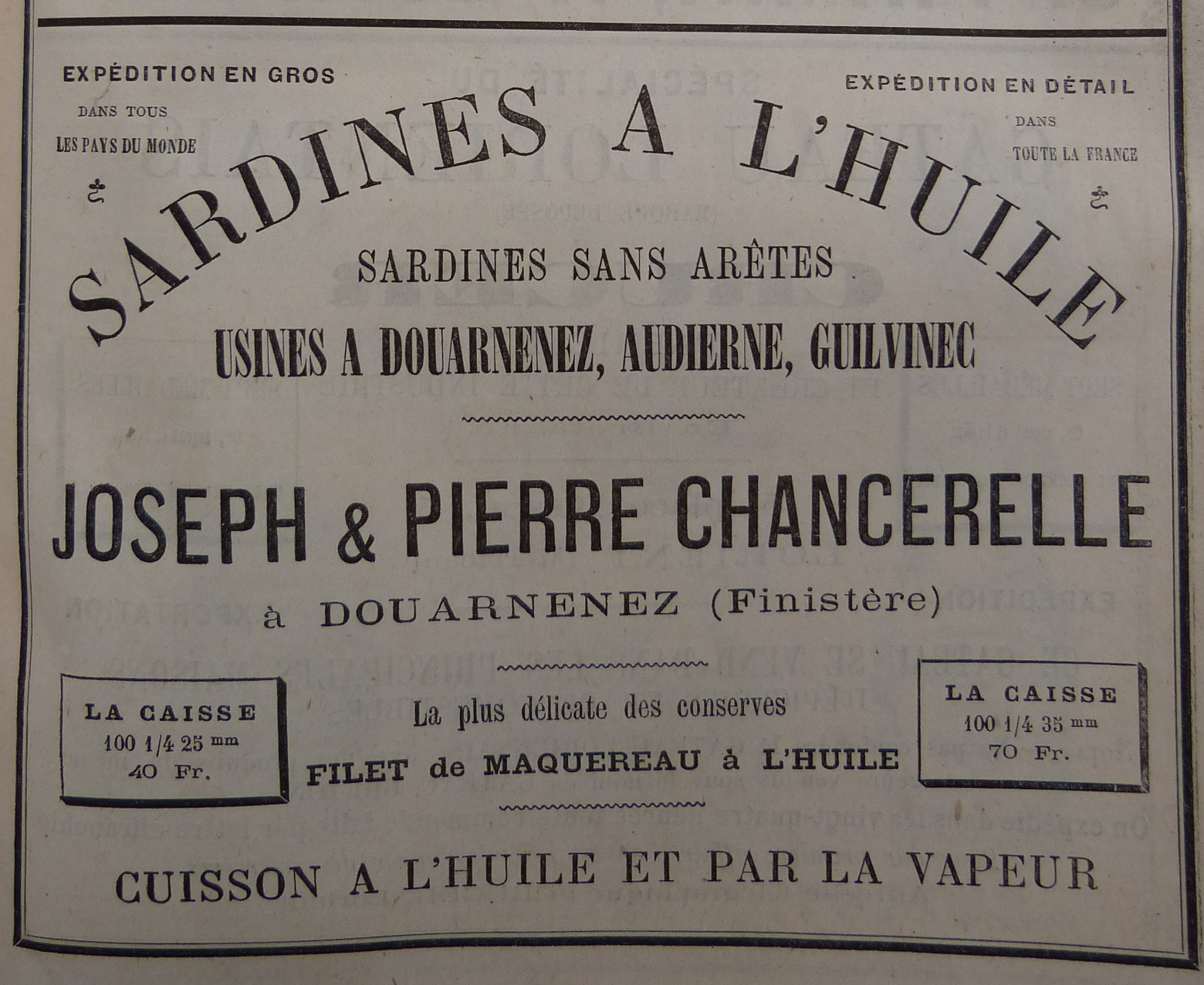
Joseph et Pierre Chancerelle

## Chiffres clés
En 2013, l'entreprise est no 2 mondial de la conserve de sardine entière grâce à sa marque Connétable. Son chiffre d'affaires est alors de 90 millions d’euros, elle emploie 370 salariés et produit 55 millions de boîtes par an. L'entreprise Cobreco qu'elle rachète cette année-là réalise alors un chiffre d'affaires de 30 millions d'euros, elle emploie 90 salariés et produit 25 millions de boîtes chaque année.
En 2016, son chiffre d'affaires est de 140 millions d’euros et elle emploie 1 500 salariés,
Le dirigeant estime en 2021 son chiffre d'affaires à 170 millions d'euros et l'effectif du groupe à 2 000 salariés dont 800 à Douarnenez

## Voir aussi

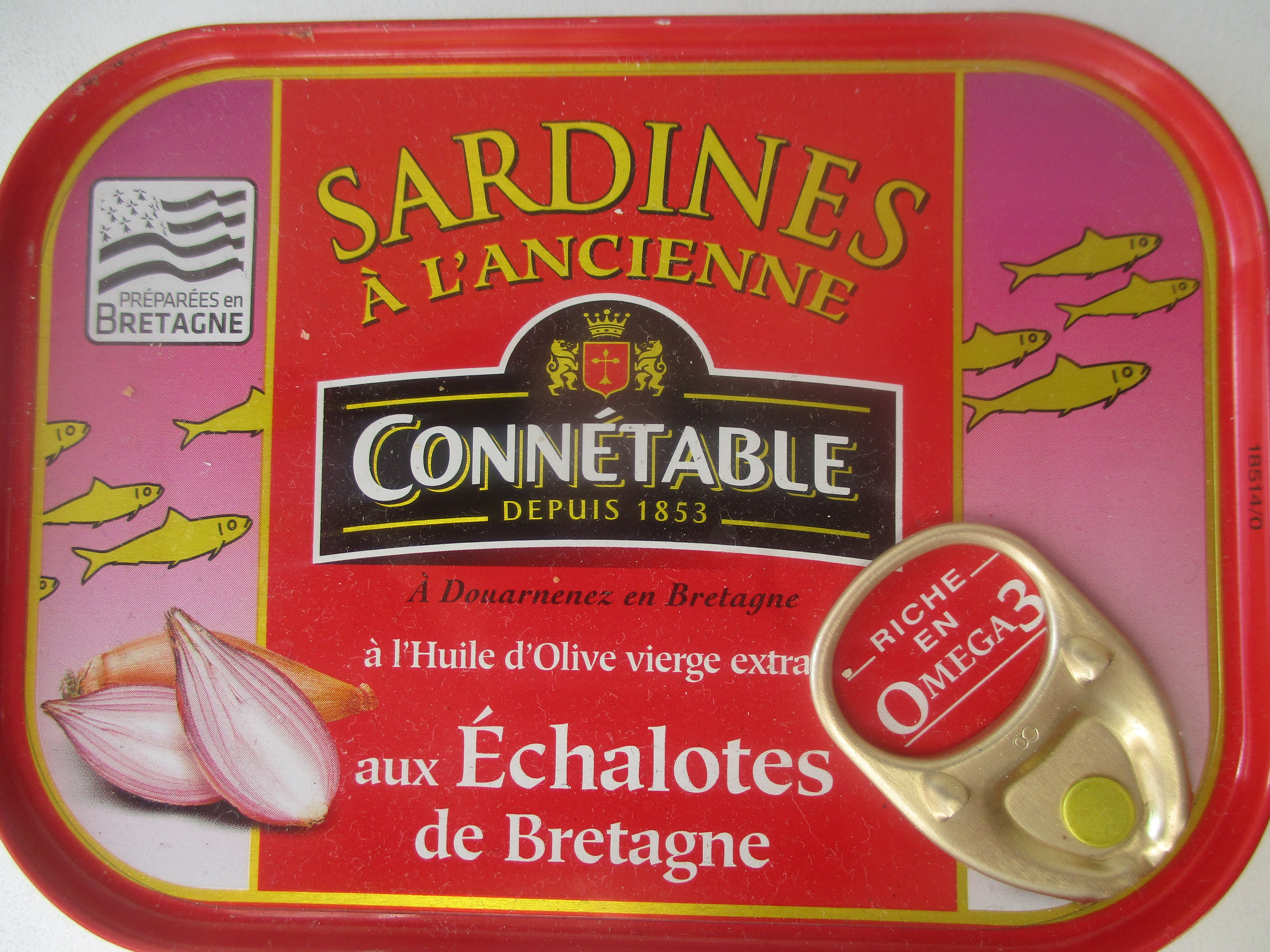
Connétable : sardines à l'ancienne aux échalotes de Bretagne